# Pselliophora laeta
Pselliophora laeta är en tvåvingeart. Pselliophora laeta ingår i släktet Pselliophora och familjen storharkrankar.

## Underarter
Arten delas in i följande underarter:
- P. l. laeta
- P. l. strigidorsum
- P. l. trilineata